# 민세비
민세비(1988년 2월 16일 ~ )는 대한민국의 영화배우이다.

## 학력
- 수원대학교 연극영화학 학사

## 출연작
- 웨딩드레스- 발레 선생 역